# 尼加拉瓜國旗
尼加拉瓜國旗為一面由藍-白-藍三條橫條組成的旗幟，上下两道蓝条象徵尼加拉瓜共和国位於太平洋與大西洋之間。白色代表和平。中央绘有以西班牙文书写国号的国徽。
藍-白-藍横条也说明了尼加拉瓜历史上是中美洲联邦共和国的一部分。
现行尼加拉瓜国旗自1971年8月27日起启用。2025年1月30日，国民议会正式修改尼加拉瓜宪法，将桑地诺民族解放阵线的旗帜列为该国的国家象征之一。
多米尼克、尼加拉瓜共和國及西班牙共和國（1931-1939）為世界上唯三現在或曾經使用紫色作為國旗顏色的國家。

## 國旗歷史

中美洲联邦共和国 (1823-1824)
中美洲联邦共和国 (1824-1838)
(1839-1856; 1873-1889)
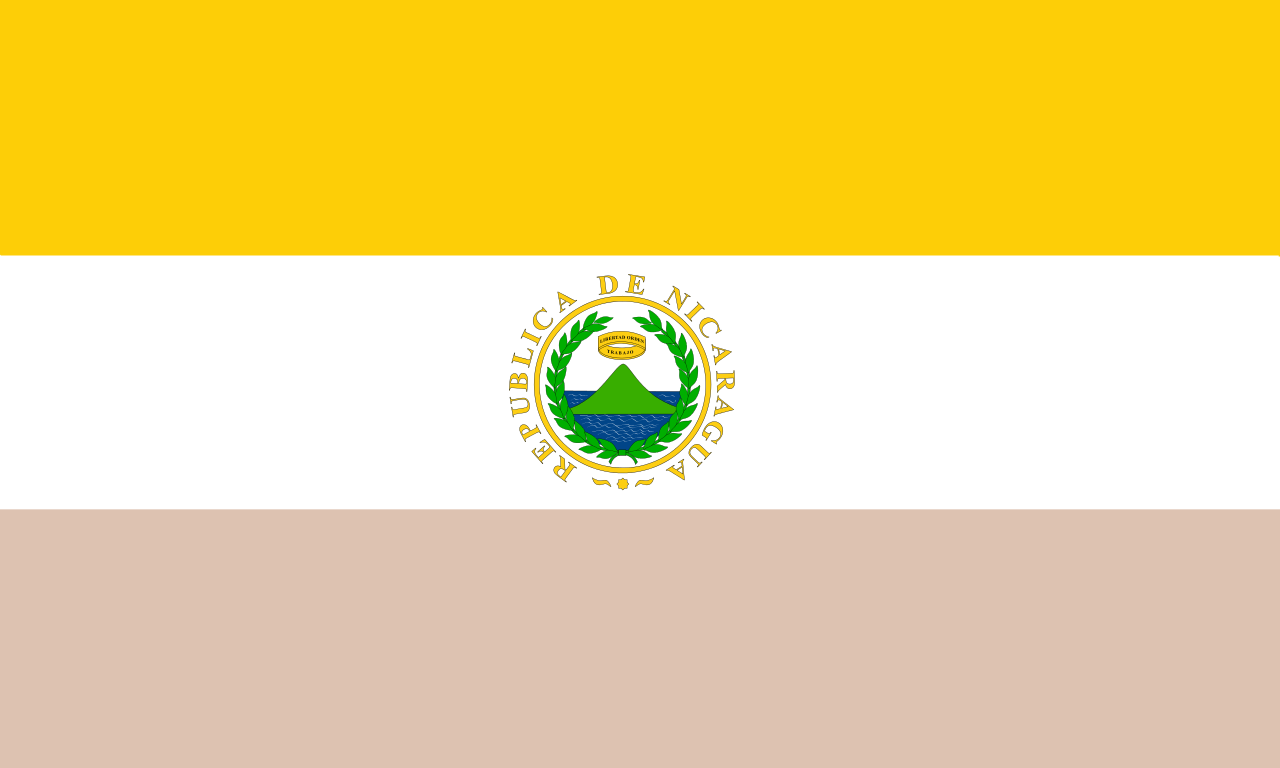
政府旗 (1839-1856; 1873-1889)
海军旗 (1839-1856; 1873-1889)
(1852-1854)
(1856-1857)
(1857-1873; 1893-1896)
(1889-1893)
(1896-1908)
大中美洲共和国 (1898年11月)
(1908-1971)

### 莫斯基托斯海岸

莫斯基托斯海岸：1860年

1. . www.fotw.info.   [2022-11-03].
2. . www.fotw.info.   [2022-11-03].
3. ↑  . France 24. 31 January 2025  [31 January 2025].
4. ↑  . France 24. 31 January 2025  [31 January 2025].